# Wolfgang Schmieder
Pour les articles homonymes, voir Schmieder.
Wolfgang Schmieder, né le 29 mai 1901 à Bromberg (aujourd'hui Bydgoszcz, en Pologne) et mort le 8 novembre 1990 à Fribourg-en-Brisgau, est un musicologue allemand.
Il est passé à la postérité pour avoir réalisé, entre 1946 et 1950, un catalogue des œuvres de Johann Sebastian Bach, noté BWV, sigle de Bach-Werke-Verzeichnis. Le système de numérotation BWV utilisé est devenu un standard quasi universel, utilisé par les étudiants et les musiciens du monde entier. Le docteur Schmieder a travaillé comme conseiller spécial en musique pour la cité et la bibliothèque de l'Université Johann Wolfgang Goethe de Francfort entre 1942 et 1963. Il prit sa retraite à Fribourg-en-Brisgau où il mourut en novembre 1990 à l'âge de 89 ans.